# نادین کلاینرت
نادین کلاینرت (آلمانی: Nadine Kleinert؛ زادهٔ ۲۰ اکتبر ۱۹۷۵) پرتاب‌گر وزنه اهل آلمان است.
وی در مسابقات کشوری و بین‌المللی در مجموع برندهٔ ۱ مدال طلا، ۶ مدال نقره، ۳ مدال برنز شده‌است.